# جولیا هیکلسبرگر
جولیا هیکلسبرگر (انگلیسی: Julia Hickelsberger؛ زادهٔ ۱ اوت ۱۹۹۹) بازیکن فوتبال اهل اتریش است.
وی همچنین در تیم‌های ملی فوتبال زنان اتریش بازی کرده‌است.